# Decimus Iunius Brutus Albinus
Decimus Iunius Brutus Albinus (* um 81 v. Chr.; † September 43 v. Chr.) war ein römischer Politiker und Soldat. Er war ein langjähriger Offizier und enger Vertrauter Gaius Iulius Caesars, unter dem er Karriere machte. Aus bis heute umstrittenen Gründen schloss er sich der Verschwörung gegen den Diktator an und gehörte zu den prominentesten Caesarmördern. Bald nach dem gelungenen Attentat (15. März 44 v. Chr.) ging er in seine Provinz Gallia cisalpina und verweigerte gegen Jahresende deren Übergabe an den Konsul Marcus Antonius. Von diesem daraufhin in Mutina belagert, wurde er im April 43 v. Chr. von den neuen Konsuln und Octavian (dem späteren Kaiser Augustus) befreit. Er verfolgte den geschlagenen Antonius, doch Octavian vollzog einen politischen Kurswechsel und ließ ihn wie alle Caesarmörder ächten. Auf der Flucht wurde er gefangen und auf Antonius’ Befehl getötet.

## Abstammung und Geburtsdatum

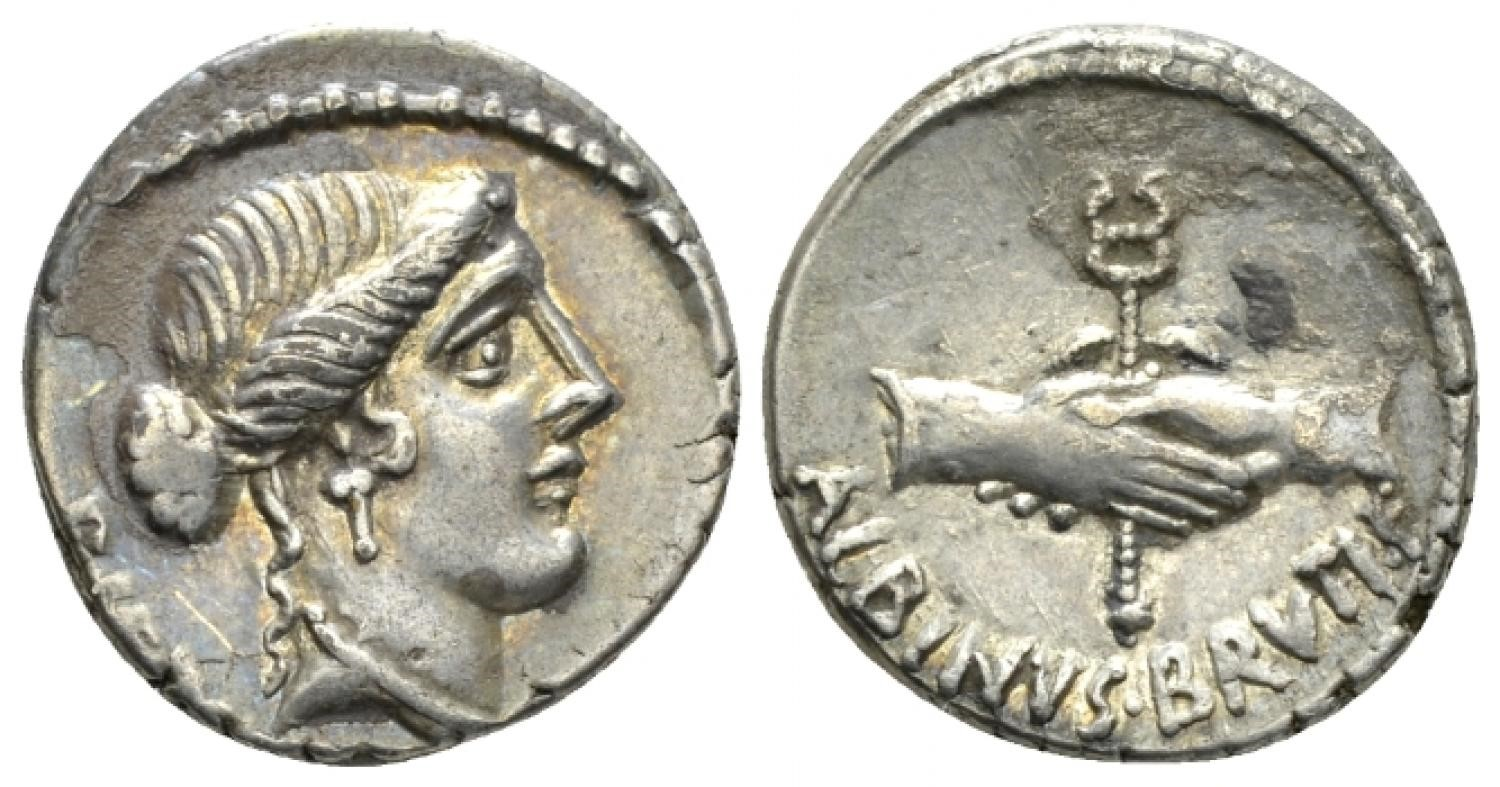
Ein von Brutus Albinus 48 v. Chr. als Münzmeister geprägter Denarius, der mittels Pietaskopf und Handschlag die Clementia Cäsars während des Bürgerkriegs gegen Pompeius propagandistisch symbolisiert.

Decimus Iunius Brutus war ein Sohn des gleichnamigen Konsuls von 77 v. Chr. und dessen Gemahlin Sempronia. Er wurde von einem Postumius Albinus adoptiert, dessen Cognomen er seitdem zusätzlich führte, und gelangte dadurch in den Patrizierstand. Sein zweiter Beiname Albinus wird nur sehr selten von einigen griechisch schreibenden Historikern erwähnt. In der Aufschrift der von ihm selbst geprägten Münzen bezeichnet er sich als Albinus Bruti f.
Da Decimus Brutus von Caesar noch 52 v. Chr. als Jüngling (adulescens) charakterisiert wird, ist sein nicht überliefertes Geburtsjahr vielleicht auf etwa 81 v. Chr. anzusetzen. Falls diese Annahme zutrifft, dann durfte er die höheren Ämter durch Caesars Gunst vor dem gesetzlichen Mindestalter bekleiden. Wenn er letzteres einhalten hätte müssen, wäre er bereits 85 v. Chr. geboren worden. Laut einer Bemerkung des Redners Marcus Tullius Cicero hatte Decimus Brutus etwa am 27. April Geburtstag, denn dieser fiel mit jenem Tag zusammen, an dem die Niederlage von Marcus Antonius in der Schlacht von Mutina (21. April 43 v. Chr.) in Rom  bekannt wurde.

## Laufbahn unter Caesar
Schon in jungen Jahren schlug Decimus Brutus eine militärische Laufbahn unter Caesar ein, vielleicht schon 61 v. Chr., als Caesar als Statthalter der Provinz Hispania ulterior Krieg gegen die Stämme der Lusitaner und Gallaeker führte. Jedenfalls nahm Decimus Brutus am Gallischen Krieg teil und erwarb sich dabei militärische Verdienste. Erstmals wird er 56 v. Chr. als Befehlshaber der gegen die Veneter in der Bretagne eingesetzten, teilweise von verbündeten gallischen Stämmen wie den Osismiern gestellten Flotte erwähnt. In der Bucht von Quiberon nördlich der Mündung der Loire in den Atlantischen Ozean kam es zwischen Römern und Venetern zur Seeschlacht. Decimus Brutus versuchte die für den Kampf vor den Küsten Galliens in mancherlei Hinsicht überlegene Beschaffenheit der mehr als 220 feindlichen Schiffe dadurch auszuschalten, dass er mittels eigens gebauter Werkzeuge auch aus größerer Distanz die Segeltaue der Schiffe der Veneter zerschneiden konnte. Waren diese damit ihrer Manövrierfähigkeit beraubt, wurden sie von römischen Soldaten geentert. So gelang es Decimus Brutus, begünstigt durch eine unerwartet einsetzende Flaute, seine Gegner entscheidend zu schlagen. Die Veneter mussten sich unterwerfen.
Wahrscheinlich machte Decimus Brutus den Gallischen Krieg fast bis zu dessen Ende mit, doch liegt für die nächsten Jahre – wohl, weil er aufgrund seiner Jugend nicht im Rang eines Legaten diente – keine Überlieferung über seine militärische Karriere vor. 52 v. Chr. befehligte er jedenfalls Kavallerieeinheiten und Teile der Legionen beim Kampf gegen den Arvernerhäuptling Vercingetorix und bei der Belagerung von Alesia.
50 v. Chr. dürfte Decimus Brutus das Amt eines Quästors innegehabt haben. In diesem Jahr beabsichtigte er auch – wie Marcus Caelius Rufus in einem Brief an den in Kilikien weilenden Cicero erwähnt –, eine Ehe mit Paulla Valeria, der Schwester eines Triarius einzugehen. Paulla Valeria hatte sich zuvor, angeblich grundlos, von ihrem nicht namentlich genannten ersten Gatten scheiden lassen. Ein späterer Brief Ciceros aus dem Jahr 43 v. Chr. bestätigt, dass diese Ehe wirklich geschlossen wurde.
Als Anfang 49 v. Chr. der Bürgerkrieg zwischen Caesar und Gnaeus Pompeius Magnus ausbrach, kämpfte Decimus Brutus auf der Seite Caesars. Nachdem dieser nach dem Abzug der Pompeianer in Richtung Balkan Herr in Italien geworden war, kämpfte er gegen die in Spanien stationierten pompeianischen Generäle. Unterdessen  ließ er die Stadt Massalia (heute Marseille) durch seine Legaten Gaius Trebonius und Decimus Brutus belagern. Der ranghöhere, das Oberkommando ausübende Trebonius leitete mit drei Legionen die Operationen zu Lande, während Decimus Brutus die Marine befehligte und rasch bei Arelate ein kleines Geschwader herstellen ließ. Mit diesen zwölf Kriegsschiffen erfocht er Ende Juni 49 v. Chr. (nach dem vorjulianischen Kalender) einen ersten deutlichen Sieg gegen die mit 17 Wasserfahrzeugen numerisch überlegene, von Lucius Domitius Ahenobarbus angeführte Flotte der Massalioten, obwohl diese erfahrene Seesoldaten waren.
Trotz des Verlusts etlicher Schiffe in dieser Seeschlacht rüsteten die Massalioten erneut 17 Wasserfahrzeuge aus und stachen mit ihnen in See. Beim Kastell Tauroentum (jetzt Tarente) östlich von Massalia vereinigten sie ihre Flotte mit jener des Pompeianers Lucius Nasidius, der von Dyrrhachium aus mit 16 Schiffen hierher gesegelt war. Nun verfügten die Massalioten wieder über eine stärkere Seemacht als Decimus Brutus, der dennoch Ende Juli 49 v. Chr. (vorjulianisch) vor Tauroentum eine weitere militärische Auseinandersetzung ausfocht. Anfangs musste er sich auf seinem Admiralsschiff dem Angriff zweier Trieren erwehren, konnte dann aber mehrere Schiffe des feindlichen rechten Flügels versenken bzw. kapern und einen zweiten Sieg erringen. Nasidius floh mit seiner Flotte in Richtung der Iberischen Halbinsel. Dies bedeutete für Massalia die völlige Einschließung nicht nur von der Land-, sondern nun auch von der Seeseite her. Lucius Domitius Ahenobarbus, der nicht mit seiner erneuten Begnadigung durch Caesar rechnen konnte, gelang mit einem Schiff der Durchbruch der Blockade und die Flucht. Ende Oktober 49 v. Chr. (vorjulianisch) kam Caesar nach seinem Sieg in Spanien nach Massalia, das sich ihm nun unterwarf.
Im weiteren Verlauf nahm Decimus Brutus nicht mehr am römischen Bürgerkrieg teil. Wahrscheinlich im Jahr 48 v. Chr. wurde er von Caesar mit der Leitung der Münzprägung in Rom beauftragt und emittierte unterschiedliche Typen von Denaren, auf denen u. a. seine während des Gallischen Kriegs erbrachten kriegerischen Leistungen angedeutet sind. Als Belohnung für seine treuen Dienste erhielt er sodann vermutlich erst 47 bzw. 46 v. Chr. den Posten des Statthalters der Provinz Gallia comata, also des von Caesar eroberten Teils Galliens. In dieser Stellung errang er einen Sieg gegen den Stamm der Bellovaker, der rebelliert hatte.
Als Caesar durch seinen Sieg in der Schlacht von Munda den letzten Widerstand der Pompeianer in Spanien gebrochen hatte und nun von dort im August 45 v. Chr. zurückkehrte, drückte er seine hohe Wertschätzung für Decimus Brutus dadurch aus, dass er diesen in seiner Kutsche mitreisen ließ. Diese Ehre wurde ansonsten nur seinem Vertrauten Marcus Antonius und seinem erst 18-jährigen Großneffen Octavian zuteil. In der zweiten Jahreshälfte 45 v. Chr. dürfte Decimus Brutus auch als Prätor fungiert haben.
Caesar gewährte Decimus Brutus auch andere hohe Auszeichnungen, so Anfang 44 v. Chr. die Verleihung eines weiteren Statthalterpostens, diesmal den der Provinz Gallia cisalpina (etwa das heutige Norditalien). Dieses Amt sollte er 44 v. Chr. während Caesars Abwesenheit bei dessen geplanten Feldzug gegen die Parther übernehmen. Für das Jahr 42 v. Chr. war er zum Konsul designiert. Außerdem war er in Caesars letztem Willen gemeinsam mit Marcus Antonius als Nacherbe eingesetzt, falls die nächsten Erben – Octavian und zwei weitere Verwandte des Diktators – plötzlich sterben oder die Erbschaft ausschlagen sollten. Falls Caesar nach seinem Tod noch ein Sohn geboren würde, sollte dieser laut einer testamentarischen Verfügung unter die Vormundschaft von Decimus Brutus kommen.

## Rolle bei der Verschwörung gegen Caesar
Warum sich Decimus Brutus, der unter Caesar eine steile Karriere gemacht hatte, den Caesarmördern anschloss, lässt sich aus Mangel an Informationen über seine Persönlichkeit nicht mehr genau feststellen. Über seine Motive liefern die Quellen keine Angaben. Dies gilt auch für Cicero, der mit ihm nicht näher bekannt war. Die antiken Historiker charakterisieren ihn jedenfalls recht einseitig als besonders undankbar gegenüber seinem Gönner. Es gibt in der Überlieferung keinerlei Anhaltspunkte, dass Decimus Brutus etwa aus Neid auf andere Favoriten des Diktators oder aus enttäuschtem Ehrgeiz der Verschwörung beitrat. Vielleicht reifte in ihm zunehmend die Überzeugung, dass Caesars Diktatur gesetzwidrig und der republikanischen Tradition zuwiderlaufend sei.
Laut dem antiken Biographen Plutarch suchten die Attentäter Decimus Brutus für ihr Unternehmen zu gewinnen, weil er eine große Gladiatorentruppe in Rom unterhielt und Caesars uneingeschränktes Vertrauen genoss. Er sei aber zur Teilnahme an dem Komplott erst bereit gewesen, als er erfuhr, dass auch Marcus Iunius Brutus führend daran mitwirkte. Außer diesem und Gaius Cassius Longinus war er der angesehenste Caesarmörder.
An den Iden des März hatte Decimus Brutus dafür zu sorgen, dass Caesar wirklich zur anberaumten Senatssitzung erschien. Am Abend des Vortags (14. März 44 v. Chr.) speiste er noch mit dem Diktator beim Magister equitum Marcus Aemilius Lepidus. Als Caesar am Morgen des 15. März wegen Alpträumen seiner Gattin Calpurnia, anderer schlechter Omina und Warnungen zögerlich wurde und zu Hause zu bleiben beschloss, drängte ihn der in sein Haus gekommene Decimus Brutus, den fatalen Senatsbesuch doch noch zu unternehmen. Er spottete über die Wahrsager und hielt Caesar vor, dass die von diesem selbst zusammengerufenen Senatoren bereits warteten und sich brüskiert fühlen würden. Dass diese wieder nach Hause gehen sollten, bloß weil Calpurnia schlecht geträumt habe, könnte ihm außerdem als Tyrannei ausgelegt werden. Wenn er die Sitzung wirklich nicht abzuhalten wünsche, so solle er die Senatoren wenigstens von ihrer Vertagung persönlich benachrichtigen. Danach zog er Caesar regelrecht mit sich fort. So kam der Diktator in die Kurie des Pompeius, wo er ermordet wurde. Dieses tückische Verhalten, durch das Decimus Brutus den arglosen Machthaber dessen Mördern in die Hände spielte, machte ihn bei den Anhängern Caesars enorm verhasst.
Welche Rolle Decimus Brutus bei der Mordtat selbst spielte, ist nicht bekannt. Die Feststellung Plutarchs in seiner Caesar-Vita, dass Decimus Brutus sich vor dem Sitzungsraum der Kurie mit dem Konsul Marcus Antonius lange unterhalten habe, um diesen körperlich sehr starken Mann an einer Hilfeleistung für Caesar zu hindern, ist falsch, denn diese Aufgabe wurde in Wirklichkeit von Gaius Trebonius erledigt, wie auch Plutarch in seiner Brutus-Vita richtig bemerkt.

## Nach den Iden des März
Es zeigte sich bald, dass die Verschwörer für die Zeit nach ihrem gelungenen Attentat keinen Aktionsplan besaßen. Sie rechneten offensichtlich damit, dass die Beseitigung des „Tyrannen“ und die Berufung auf die Freiheit genügten, um die alte republikanische Ordnung wiederherzustellen. Da sie mit ihren Freiheitsparolen aber keine Zuhörer fanden und sich eher bedroht fühlten, verschanzten sie sich auf dem Kapitol, wo sie von Decimus Brutus’ Gladiatoren beschützt wurden. Ansonsten gab es in der Hauptstadt in den ersten Stunden nach der Mordtat keine größere Schar an Bewaffneten. Marcus Aemilius Lepidus besetzte zwar bald darauf mit seinen Soldaten das Forum, griff aber auf Befehl von Marcus Antonius das Kapitol nicht an.
Am 16. oder am Morgen des 17. März 44 v. Chr. schrieb Decimus Brutus an seine Mitverschwörer Gaius Cassius und Marcus Brutus einen Brief, in dem er seiner Befürchtung Ausdruck verlieh, dass den Attentätern eine äußerst schlimme Entwicklung drohe. Eine Kopie dieses Schreibens blieb – obwohl gar nicht an den Redner adressiert – in Ciceros Korrespondenz erhalten, ebenso einige weitere Schriftstücke aus der Korrespondenz zwischen Decimus Brutus und Cicero. Dass die Verschwörung trotz der erfolgreichen Beseitigung des Diktators nicht wie erwartet zum gewünschten Resultat geführt hatte und so einflussreiche Männer wie Antonius und Lepidus gegen die Caesarmörder Partei ergriffen, entsetzte Decimus Brutus vielleicht derart, dass er nun besorgt war, wegen seiner Beteiligung am Attentat seine Provinz Gallia cisalpina nicht zu erhalten. Im erwähnten Brief vom 16. oder. 17. März teilt er auch mit, dass er mit Aulus Hirtius Gespräche geführt hatte, und gibt ferner die Meinung des Antonius wieder, dass das Volk und die Soldaten keine Caesarmörder in Rom duldeten. Nur bei Quintus Caecilius Bassus und Sextus Pompeius könnten sich die Attentäter wirklich sicher fühlen.
In der von Antonius am 17. März 44 v. Chr. einberufenen Senatssitzung wurde den Caesarmördern aber Straffreiheit zugesichert und andererseits alle Anordnungen Caesars für gültig erklärt. Somit blieb auch Decimus Brutus weiterhin als Statthalter von Gallia cisalpina nominiert. Etwa Mitte April brach er von Rom in seine Provinz auf und wurde von den dort stationierten Soldaten zweier Legionen freundlich empfangen. Er suchte sein Heer durch Streifzüge gegen benachbarte Alpenstämme und die dabei gemachte Beute an sich zu binden. Über seine militärischen Aktivitäten berichtete er ausführlich dem Senat sowie im November 44 v. Chr. auch Cicero brieflich in kurzen Worten. In diesem Schreiben, das die erste Anbahnung einer direkten Korrespondenz mit dem Redner darstellt, bestritt Decimus Brutus, die Kämpfe hauptsächlich deshalb unternommen zu haben, weil er nach dem Titel eines Imperators strebe. Trotzdem schmückte er sich in dem Brief mit diesem Titel. Die von ihm behaupteten Erfolge gegen die Alpenvölker werden sonst nirgends erwähnt und waren wahrscheinlich unbedeutend.
Durch den Besitz der zentralen Provinz Gallia cisalpina war Decimus Brutus eine wichtige Stütze für seine Gesinnungsgenossen. Doch auch für Marcus Antonius war dieses Gebiet sehr attraktiv, weil er so Italien gut beherrschen konnte. Anfang Juni 44 v. Chr. gelang es ihm, ein Gesetz über einen Provinztausch durchzubringen, laut dem er auf das ihm bisher zugesprochene Macedonia verzichtete und dafür fünf Jahre lang Statthalter von Gallia cisalpina und zusätzlich des von Caesar eroberten Gallia comata werden sollte. Damit hätte Decimus Brutus seine Provinz an Antonius abtreten müssen. Hochrangige, republikanisch gesinnte Senatoren baten ihn daraufhin vertraulich, zum Widerstand gegen Antonius zu rüsten. Tatsächlich rekrutierte der Caesarmörder eine weitere Legion, so dass er nun über insgesamt drei Legionen verfügte.

## Mutinensischer Krieg
In der Nacht nach dem 28. November 44 v. Chr. verließ Antonius Rom, um seine oberitalienische Provinz zu übernehmen. Da Decimus Brutus sich nicht bereit zeigte, sie ihm zu übergeben, zeichnete sich eine militärische Konfrontation ab. Zunächst verlangte Antonius, dass Decimus Brutus sich dem Willen des römischen Volkes unterwerfen und nach Makedonien abziehen solle. Der Caesarmörder konterte mit angeblichen, zu diesem Zeitpunkt noch gar nicht gefassten Senatsverfügungen, nach denen er seine Provinz behalten dürfe. Er ignorierte auch eine Frist, bis zu deren Ablauf er den Wünschen des Konsuls willfahren sollte. Letztlich handelte er auf eigene Faust, worin er von Cicero beeinflusst und bestärkt wurde. Der Redner schrieb ihm, er müsse für seine Vorgehensweise nicht erst auf eine Legitimierung durch den Senat warten, da dieser in seinen Entscheidungen noch nicht frei sei. Er solle auch so dazu beitragen, die Republik zu retten. Per Edikt gab Decimus Brutus bekannt, dass er Gallia cisalpina gegen Antonius verteidigen und dem Senat und Volk Roms zur Verfügung stehen werde. Die Nachricht von diesem Dekret drang am 20. Dezember bis nach Rom durch. Am gleichen Tag wurde die in Ciceros Dritter Philippischer Rede erhobene Forderung, dass die ungesetzliche Handlungsweise des Decimus Brutus, aber auch jene des Octavian im Staatsinteresse erfolgt und daher zu belobigen sei, zum Senatsbeschluss erhoben. Dieser bestätigte Decimus Brutus auch bis zum Erlass eines anderslautenden Senatsbefehls im Besitz seiner Provinz.
Etwa zu dieser Zeit rückte Antonius mit etwa fünf Legionen in Gallia cisalpina ein, deren Städte ihm zugeneigt waren. Decimus Brutus war militärisch deutlich schwächer und scheute daher einen offenen Kampf. Da er fürchtete, in die Städte seiner Provinz nicht mehr eingelassen zu werden, fälschte er Briefe des Senats, die ihn angeblich nach Rom zurückriefen. Dann zog er offenbar nach Italien, betrat unterwegs das feste, schwer zu erobernde Mutina (heute Modena) und verschanzte sich dort mit seinen drei Legionen und Gladiatoren. Er beschlagnahmte die Stadtkassa und schlachtete das Vieh der Einwohner, um eine längere Einschließung zu überstehen. Antonius marschierte auf diese Stadt und begann mit ihrer Belagerung, die sich mehrere Monate hinziehen sollte. Der sogenannte Mutinensische Krieg hatte begonnen.
Cicero, der in Antonius einen neuen Tyrannen sah, suchte sein gegen diesen geschmiedetes Kampfbündnis, dem Decimus Brutus, Octavian sowie die neuen Konsuln Aulus Hirtius und Gaius Vibius Pansa angehörten, weiter zu festigen und legitimieren. In seiner am 1. Januar 43 v. Chr. gehaltenen fünften Philippischen Rede forderte der Redner u. a., Decimus Brutus dafür zu belobigen, dass dieser – ohne gesetzliche Deckung – seine Provinz nicht an Antonius übergeben hatte. Diesen Antrag konnte Cicero ebenso durchbringen wie den Beschluss großer Privilegien für Octavian, die dessen Karriere sehr förderten. Der Konflikt mit Antonius beschäftigte den Senat die ersten Tage des Januars hindurch, und gegen Ciceros Willen wurde eine Gesandtschaft zwecks Suche nach einer Verhandlungslösung an Antonius entsandt, ohne dass dieser indessen Erfolg beschieden war. Antonius gestattete den Gesandten auch keinen Besuch des Decimus Brutus. Octavian und Hirtius zogen zwar mit ihren Truppen bereits ebenfalls im Januar nach Norditalien, um Decimus Brutus zu entsetzen, doch herrschte bis in den Februar hinein ein Schwebezustand zwischen Krieg und Frieden.
Inzwischen versuchte Antonius, seinen Gegenspieler auszuhungern. Es gelang ihm, Decimus Brutus fast völlig von jeglicher Zufuhr abzuschneiden. Der Caesarmörder geriet dadurch in eine zunehmend schwierige Versorgungslage, verteidigte sich aber energisch und verhinderte, dass seine Soldaten durch Antonius’ Agenten, die sich in Mutina eingeschlichen hatten, zum Seitenwechsel bewogen wurden. Später machte er umgekehrt Soldaten des Antonius schwankend, indem er einem abgefallenen Senator nicht zürnte, sondern im Gegenteil dessen in Mutina verbliebenes Gepäck zusenden ließ. Doch mit zunehmender Dauer der Belagerung machte sich in Mutina der Mangel an Nahrungsmitteln immer stärker bemerkbar und Krankheiten breiteten sich aus. Brutus’ Streitkräfte waren demgemäß bereits sehr geschwächt, als endlich Ende März 43 v. Chr. die von Octavian und Hirtius kommandierten Entsatztruppen ohne größeren Widerstand anrückten. Diese drohten Antonius in einen Zweifrontenkrieg zu verwickeln. Sie bemühten sich, den eingeschlossenen Männern des Caesarmörders Essensvorräte zukommen zu lassen und durch Feuersignale mit ihnen Kontakt aufzunehmen.
Am 14. oder 15. April 43 v. Chr. konnte Antonius den zur Verstärkung der Senatsheere mit neu ausgehobenen Rekruten gegen Mutina marschierenden zweiten Konsul Pansa in der Schlacht von Forum Gallorum schlagen und schwer verwunden, erlitt dann aber selbst gegen den herbeigeeilten Hirtius eine Niederlage. Eine Woche später (21. April) musste Antonius in der Schlacht von Mutina eine weitere Schlappe einstecken und zog danach eilig von Mutina nach Westen ab. Laut einigen Stellen in Ciceros Korrespondenz half Decimus Brutus durch einen Ausfall beim Sieg der „Republikaner“ in der Schlacht von Mutina wesentlich mit, während die Geschichtsschreiber Cassius Dio und Velleius Paterculus nichts von einem derartigen Beitrag wissen. Der Althistoriker Friedrich Münzer hält die Angabe von Brutus’ Ausfall für historisch, aber dessen ihm von Cicero und seinen Freunden beigemessene Bedeutung für übertrieben.

## Verfolgung des Antonius
Antonius war zwar vor Mutina geschlagen worden, aber von den beiden Konsuln hatte Hirtius in der zweiten Schlacht sein Leben verloren und Pansa war schwer verwundet, so dass als Heerführer des Senats nur Decimus Brutus und Octavian überblieben. Zwischen den beiden Männern kam es am 22. April 43 v. Chr. zu einer kühlen, von gegenseitigem Misstrauen geprägten Unterredung. Decimus Brutus soll sich zur Versöhnung des Adoptivsohns Caesars reuig über seine Beteiligung an der Verschwörung gezeigt haben.  Octavian wollte aber Brutus’ Appell, zur Verfolgung des Antonius über den Apennin zu ziehen, keine Folge leisten, sondern blieb in Oberitalien. Von Pansa gerufen, machte Decimus Brutus sich am 23. April auf den Weg nach Bononia (heute Bologna), erhielt jedoch unterwegs die Nachricht, dass der Konsul gestorben sei. So kehrte er wieder um.
Dann spitzte sich der Gegensatz zwischen dem Mörder und dem Erben Caesars durch die Haltung des von Cicero dominierten Senats weiter zu. Dieser beschloss nämlich in der falschen Annahme, dass Antonius im Wesentlichen besiegt sei, Octavian fallenzulassen und stattdessen die Stellung von Decimus Brutus massiv aufzuwerten. Obwohl letzterer wenig bis gar nichts zum Sieg über Antonius beigetragen hatte, erhielt er am 27. April einen Triumph dekretiert, während Octavian sich mit einer Ovatio begnügen musste. Nach dem Willen des Senats sollte Decimus Brutus ferner zum Oberfeldherrn im weiteren Krieg gegen den nun zum Staatsfeind erklärten Antonius aufsteigen und zur Erfüllung dieser Aufgabe das Kommando über die Truppen der gefallenen Konsuln von Octavian übernehmen. Allerdings unterstellten sich nur Pansas kriegerisch unerfahrene Rekruten, nicht aber zwei früher von Antonius zu Octavian übergelaufene kampferprobte Legionen dem Befehl des Caesarmörders, sodass Octavian seine militärisch starke Position behaupten konnte. Decimus Brutus besaß nun zwar insgesamt sieben Legionen, die jedoch nur aus den Rekruten und seinen eigenen, aufgrund der langen Belagerung ausgezehrten Kriegern bestanden. Mit diesen Truppen, die er auch nicht ausreichend bezahlen konnte, war er nicht in der Lage, ohne die Unterstützung Octavians die Verfolgung von Antonius erfolgreich zu bewerkstelligen.
Am 24. April 43 v. Chr. und damit zwei Tage nach Antonius brach Decimus Brutus dennoch von Mutina auf, um dem Flüchtigen nachzusetzen. Während seiner Verfolgungstour schrieb er an Cicero mehrere erhaltene briefliche Berichte über seine Lage. Er verfügte nicht über genügend  Pferde und Proviant, kam Antonius nur recht langsam hinterher und konnte ihn nicht einholen. Nach einigen Tagen Aufenthalt in Regium Lepidum zog er über Parma, das er am 30. April erreichte, Placentia und Clastidium nach Dertona. Zu diesem Zeitpunkt hatte Antonius allerdings Verstärkung durch drei Legionen bekommen, die ihm von seinem loyalen Gefolgsmann Publius Ventidius Bassus am 3. Mai in Vada Sabatia westlich Genuas zugeführt worden waren.
Als Decimus Brutus erfuhr, dass Ventidius’ Soldaten angeblich nicht mit Antonius nach Westen marschieren, sondern in Italien bleiben und nach Pollentia ziehen wollten, wandte er sich dorthin und ließ den Ort am 10. Mai 43 v. Chr. besetzen. Damit war der Caesarmörder schneller als eine Truppe Kavalleristen des Antonius, die unter dem Kommando des Trebellius nach Pollentia vorausgeritten waren. Obwohl er meinte, es sei ihm ein wichtiger Etappensieg gelungen, dürfte er eher auf ein Täuschungsmanöver seines Gegners hereingefallen sein, da Antonius nun mit seinen Soldaten problemlos entlang der Küste westwärts nach Gallien ziehen konnte.
Daher erstattete Decimus Brutus dem Senat ziemlich entmutigende Berichte. Er beabsichtigte, mit dem nahe Cularo (heute Grenoble) auf ihn wartenden Lucius Munatius Plancus zusammenzutreffen. Gemeinsam mit diesem fünf Legionen kommandierenden  Statthalter von Gallia comata wollte er zu verhindern versuchen, dass Antonius sich nun mit Marcus Aemilius Lepidus verband. Letzterer verwaltete damals die Provinzen Gallia Narbonensis und Hispania citerior. In Vercellae verfasste Decimus Brutus am 21. Mai 43 v. Chr. einen Brief an Cicero und beschwerte sich darin, mit schlecht ausgerüsteten, unerfahrenen Rekruten auskommen zu müssen, anstatt die ihm vom Senat unterstellten, kampferprobten Soldaten – die aber bei Octavian geblieben waren – zur Verfügung zu haben. Er bekam jedoch von Cicero nur Vertröstungen zu hören.
Am 24. Mai 43 schrieb Decimus Brutus in Eporedia einen weiteren Brief an Cicero und erwähnte darin, dass ein vom Redner angeblich geäußerter boshafter Witz im Umfeld Octavians sehr im Gespräch war. Demnach habe Cicero über den Caesarerben bemerkt, dass man den jungen Mann loben, auszeichnen und befördern müsse. Der Witz lag in der Doppeldeutigkeit des von Cicero verwendeten lateinischen Worts tollere, das „befördern“, aber auch „in den Tod schicken“ bedeuten kann. Octavian entgegnete auf dieses ihm hinterbrachte Wortspiel, er wisse sich vor einer solchen Beförderung vorzusehen. Decimus Brutus berichtete Cicero in demselben Brief auch besorgt von dem großen Verdruss der Veteranen über den Senat, weil Octavian kein Mitglied jener Zehnmännerkommission werden sollte, der die Ackerverteilung an die zu entlassenden Soldaten oblag. Daher wollte der Caesarmörder mit seiner Armee vorerst in Italien bleiben, um die für den Senat bedrohliche Situation zu beobachten.
Antonius nutzte unterdessen am 29. Mai 43 v. Chr. den Umstand, dass seine Legionen und jene des Lepidus nicht gegeneinander zu kämpfen wünschten, zur Überrumplung des Statthalters und zur Vereinigung ihrer Truppen. Damit war Antonius’ militärische Situation weiter gestärkt.

## Tod
Auf die Nachricht von Antonius’ Bündnis mit Lepidus beschloss Decimus Brutus, mit seinen 10 Legionen doch nach Gallien zu ziehen und sich mit Plancus zu vereinigen. Er überquerte die Alpen, wobei er dem Volk der Salasser für das Passieren von dessen Territorium große Summen bezahlen musste. Als er sich noch auf dem Marsch zu Plancus befand, schrieb er am 3. Juni 43 v. Chr. seinen letzten erhaltenen, seine ängstliche Verfassung verratenden Brief an Cicero. Etwa am 9. Juni stieß er mit seinen Truppen bei Cularo zum Heer des Plancus. Beide Feldherren waren allerdings auch zusammen Antonius militärisch unterlegen, außerdem isoliert und erhielten nicht die erhofften Verstärkungen. Ihre Stimmung war gedrückt, und sie registrierten, dass Octavian sich definitiv von der republikanisch gesinnten Partei abzuwenden begann. Daher waren sie die letzte militärische Stütze des Senats im westlichen Teil des Römischen Reichs. Sie wussten aber, dass ihre Soldaten nur ungern gegen frühere Kameraden, die nun bei Antonius und Lepidus dienten, kämpfen wollten. So verweilten sie zwei Monate untätig im Lager.
Schließlich zog Octavian mit seiner Armee gegen Rom und erzwang am 19. August 43 v. Chr. durch einen Militärputsch seine Wahl zum Konsul. Er ließ durch seinen Vetter und Mitkonsul Quintus Pedius ein Gesetz zur Aburteilung der Caesarmörder (Lex Pedia) durchbringen. Alle Verschwörer fielen der Todesstrafe anheim und wurden, da sie flüchtig waren, einstweilen geächtet. Decimus Brutus wurde gleich nach Marcus Brutus und Gaius Cassius verurteilt. Andererseits ließ Octavian die Ächtung von Antonius und Lepidus aufheben und bahnte so mit diesen ein Bündnis an, das zum zweiten Triumvirat führen sollte. Kurz nach dem Umsturz in Rom stieß Gaius Asinius Pollio, Statthalter von Hispania ulterior, zu Antonius und Lepidus und stellte die Weichen, dass sich ihnen nun auch Plancus anschloss und dafür von Decimus Brutus trennte.
In seiner Bedrängnis versuchte Decimus Brutus zu seinem Verwandten Marcus Brutus nach Makedonien zu entkommen. Er wollte, da Truppen Octavians den Durchmarsch durch Oberitalien blockierten, auf einer nördlicheren Route quer durch die Alpengebiete in den Osten gelangen. Nun verließen ihn aber zuerst die Rekrutenlegionen und wechselten auf die Seite Octavians, bald darauf auch die Veteranen, die Antonius seinen Streitkräften eingliedern konnte. So musste Decimus Brutus sich nur noch von gallischen Reitern begleitet auf die Flucht begeben, doch wurde sein Gefolge rasch noch kleiner. In keltischer Kleidung weiterfliehend fiel er schließlich an einem nicht genauer lokalisierbaren Ort (vielleicht am Col de Jougne) in die Hände eines helvetischen Keltenhäuptlings, der wohl Camulos hieß. Dieser nahm ihn scheinbar freundlich auf, informierte aber heimlich Antonius über seine Gefangennahme. Antonius verzichtete auf eine Begegnung mit dem Caesarmörder, sondern ordnete dessen Tötung und die Übersendung von dessen abgeschlagenem Kopf an.
Die von Antonius zur Ausführung des Mordbefehls Entsandten erschlugen Decimus Brutus in Camulos’ Haus. Laut dem römischen Geschichtsschreiber Titus Livius war es ein Sequaner namens Capenus, der die Exekution vollzog. Capenus gehörte vermutlich zu den Männern des Furius, der nach Valerius Maximus der Anführer der von Antonius ausgesandten Häscher war. Ein Servius Terentius habe sich vergeblich bemüht, seinen Freund Brutus zu retten, indem er sich für diesen ausgab. Decimus Brutus selbst habe sich laut Cassius Dio im Angesicht des Todes sehr feige verhalten, doch ein Helvius Blasio sei vor ihm freiwillig aus dem Leben geschieden und habe ihm so vor Augen geführt, wie man tapfer starb. Antonius ließ das ihm überbrachte Haupt des Decimus Brutus beerdigen. Zur Freude der Caesarianer hatte somit nach Gaius Trebonius ein weiterer führender Mörder Caesars – wohl im September 43 v. Chr. – seine Tat mit dem Leben gebüßt.
Trotz umfangreichen Quellenmaterials, das über Decimus Brutus vorliegt, darunter einige erhaltene Briefe von seiner Hand an Cicero, ist über seine Persönlichkeit relativ wenig bekannt.